# МКС-47
МКС-47 — сорок седьмая долговременная экспедиция Международной космической станции. Экспедиция началась 2 марта 2016 года, 01:02 UTC, с момента отстыковки от станции корабля «Союз ТМА-18М». В состав экспедиции вошёл экипаж корабля «Союз ТМА-19М» ранее прибывший на станцию и работавший в предыдущей экспедиции МКС-46, а также экипаж космического корабля «Союз ТМА-20М», который 19 марта 2016 года, 03:09 UTC пристыковался к стыковочному узлу модуля «Поиск» орбитального комплекса МКС. Завершилась экспедиция 18 июня 2016 года, 05:52 UTC, в момент отстыковки от станции корабля «Союз ТМА-19М».
Юрий Маленченко, завершая работу в экспедиции МКС-47, установил новый рекорд по общей продолжительности работы на МКС. За пять полетов к МКС, он принял участие в одной экспедиции по сборке станции и шести основных экспедициях (МКС-7, МКС-16, МКС-32/33, МКС-46/47). Общее время работы составляет 687 дней 22 часа 52 минуты 19 секунд (превышен рекорд  Геннадия Падалки, установленный в экспедиции МКС-43/44).

## Экипаж
| Должность   | Первый этап (2-19 марта 2016) | Второй этап (19 марта - 18 июня 2016) | № космического полёта | Корабль доставки |
| ----------- | ----------------------------- | ------------------------------------- | --------------------- | ---------------- |
| Командир    | Тимоти Копра, НАСА            | Тимоти Копра, НАСА                    | 2                     | Союз ТМА-19М     |
| Бортинженер | Тимоти Пик, ЕКА               | Тимоти Пик, ЕКА                       | 1                     | Союз ТМА-19М     |
| Бортинженер | Юрий Маленченко, ФКА          | Юрий Маленченко, ФКА                  | 6                     | Союз ТМА-19М     |
| Бортинженер |                               | Алексей Овчинин, Роскосмос            | 1                     | Союз ТМА-20М     |
| Бортинженер |                               | Олег Скрипочка, Роскосмос             | 2                     | Союз ТМА-20М     |
| Бортинженер |                               | Джеффри Уильямс, НАСА                 | 4                     | Союз ТМА-20М     |

## Задачи

### Российская программа МКС-47/48
Проведение около 60 российских экспериментов, среди них - "Дубрава" (наблюдение и фотосъемка лесов с целью определения воздействий на лесной покров природных и техногенных факторов) и "Интер-МАИ-75" (проведение сеансов связи с вузами аэрокосмического профиля России и США для передачи опыта по управлению космическими аппаратами). Члены экспедиции прямыми включениями и телемостами отметили на орбите 55-летие полета  Гагарина (12 апреля, День космонавтики) и 9 мая (День Победы).

## Ход экспедиции

### Принятые грузовые корабли
1. Cygnus CRS OA-6, запуск 23 марта 2016 года, стыковка 26 марта 2016 года.
2. Прогресс МС-02, запуск 31 марта 2016 года, стыковка 2 апреля 2016 года.
3. SpaceX CRS-8, запуск 8 апреля 2016 года, стыковка 10 апреля 2016 года.

### Развертывание модуля BEAM
Грузовой корабль SpaceX CRS-8 10 апреля 2016 года доставил на МКС разворачиваемый надувной модуль BEAM. 16 апреля модуль был пристыкован с использованием манипулятора Канадарм2 к модулю Транквилити. 28 мая 2016 года было произведено развёртывание надувного модуля.